# 대한민국 민법 제571조
대한민국 민법 제571조는 동전-선의의 매도인의 담보책임에 대한 민법조문이다.

## 조문
제571조 (동전-선의의 매도인의 담보책임) ①매도인이 계약당시에 매매의 목적이 된 권리가 자기에게 속하지 아니함을 알지 못한 경우에 그 권리를 취득하여 매수인에게 이전할 수 없는 때에는 매도인은 손해를 배상하고 계약을 해제할 수 있다.
②전항의 경우에 매수인이 계약당시 그 권리가 매도인에게 속하지 아니함을 안 때에는 매도인은 매수인에 대하여 그 권리를 이전할 수 없음을 통지하고 계약을 해제할 수 있다.

第571條(同前-善意의 賣渡人의 擔保責任) ① 賣渡人이 契約當時에 賣買의 目的이 된 權利가 自己에게 屬하지 아니함을 알지 못한 境遇에 그 權利를 取得하여 買受人에게 移轉할 수 없는 때에는 賣渡人은 損害를 賠償하고 契約을 解除할 수 있다.
②前項의 境遇에 買受人이 契約當時 그 權利가 賣渡人에게 屬하지 아니함을 안 때에는 賣渡人은 買受人에 對하여 그 權利를 移轉할 수 없음을 通知하고 契約을 解除할 수 있다.